# Xkeulil
Xkeulil es una localidad del estado mexicano de Campeche. Es parte del municipio de Seybaplaya.

## Demografía
| Gráfica de evolución demográfica |
|                                  |

| Censo | Población |
| ----- | --------- |
| 1900  | 44        |
| 1910  | 38        |
| 1921  | 90        |
| 1930  | 121       |
| 1940  | 159       |
| 1950  | 220       |
| 1960  | 257       |
| 1970  | 341       |
| 1980  | 510       |
| 1990  | 655       |
| 2000  | 849       |
| 2010  | 991       |
| 2020  | 1 063     |